# Маккенн, Фра
Фра Маккенн (англ. Fra McCann, родился 19 июня 1953 в Белфасте) — ирландский политик, депутат Ассамблеи Северной Ирландии и член партии Шинн Фейн.

## Биография
В 1970-е годы Маккенн был активным деятелем Ирландской республиканской армии и торговал оружием. Его арестовала полиция и бросила в тюрьму Мэйз. Находясь в 3-м H-блоке тюрьмы, Маккенн подружился с Кираном Наджентом и принял участие в одеяльном протесте. После освобождения он продолжил свою политическую деятельность и в 1987 году был избран в Белфастский городской совет. В 2003 и 2007 годах Маккенн избирался в Ассамблею Северной Ирландии от Западного Белфаста.
В 2006 году Маккенн был обвинён в нарушении общественного порядка: в Западном Белфасте двое полицейских (мужчина и женщина) собирались арестовать девочку-подростка за попытку ограбления, но за девочку вступился Маккенн, подравшись с полицией. В свою защиту он заявлял, что полиция издевалась над девушкой и он просто защищал её от побоев. Маккенна отпустили под залог.